# Ryōta Aoki (Fußballspieler, 1996)
Ryōta Aoki (japanisch 青木 亮太, Aoki Ryōta; * 6. März 1996 in Machida, Präfektur Tokio) ist ein japanischer Fußballspieler. 

## Karriere
Ryōta Aoki erlernte das Fußballspielen in der Schulmannschaft der Ryutsu Keizai University Kashiwa High School. Seinen ersten Profivertrag unterschrieb er 2014 bei Nagoya Grampus. Der Club aus Nagoya, einer Hafenstadt in der japanischen Präfektur Aichi auf Honshū, spielte in der höchsten Liga des Landes, der J1 League. 2014 spielte er siebenmal in der J.League U-22 Selection. Diese Mannschaft, die in der dritten Liga, der J3 League, spielte, setzte sich aus den besten Nachwuchsspielern der höherklassigen Vereine zusammen. Das Team wurde mit Blick auf die Olympischen Sommerspiele 2016 in Rio de Janeiro gegründet. Die Auswahl der Spieler erfolgte auf wöchentlicher Basis aus einem Pool, für den jeder Verein förderungswürdige Talente benennen konnte; die Zusammensetzung der Mannschaft variierte daher sehr stark von Spiel zu Spiel. 2016 musste er mit dem Club den Weg in die Zweitklassigkeit antreten. Im darauffolgenden Jahr schaffte der Club mit einem dritten Tabellenplatz den direkten Wiederaufstieg. Von Ende Oktober 2020 bis Saisonende wurde er an den Zweitligisten Ōmiya Ardija ausgeliehen. Für Ōmiya stand er zehnmal in der zweiten Liga auf dem Spielfeld. Zu Beginn der Saison 2021 wechselte er zum Erstligisten Hokkaido Consadole Sapporo. Am Ende der Saison 2024 belegte er mit Hokkaido den 19. Tabellenplatz und musste somit in die zweite Liga absteigen.